# Cosmobunus unifasciatus
Cosmobunus unifasciatus is een hooiwagen uit de familie Sclerosomatidae.